# Adam Bujno
Adam Bujno (ur. 1875, zm. ?) – działacz socjalistyczny, członek władz Polskiej Partii Socjalistycznej (m.in. wybrany do jej Centralnego Komitetu Wykonawczego w 1902 roku). W okresie II Rzeczypospolitej przebywał w Brazylii.